# Corneilla-de-Conflent
Corneilla-de-Conflent – miejscowość i gmina we Francji, w regionie Oksytania, w departamencie Pireneje Wschodnie.
Według danych na rok 1990 gminę zamieszkiwało 417 osób, a gęstość zaludnienia wynosiła 38 osób/km² (wśród 1545 gmin Langwedocji-Roussillon Corneilla-de-Conflent plasuje się na 556. miejscu pod względem liczby ludności, natomiast pod względem powierzchni na miejscu 700.). 

## Zabytki
Zabytki na terenie gminy posiadające status monument historique:
- zamek hrabiów Conflent-Cerdagne (Château des comtes de Conflent-Cerdagne)
- kościół św. Marii (Église Sainte-Marie de Corneilla-de-Conflent)

## Populacja

Populacja Corneilla-de-Conflent w latach 1962–2008